# Elżbieta Słoboda
Elżbieta Słoboda (ur. 7 grudnia 1959, zm. 14 marca 2018 na Sycylii) – polska aktorka teatralna i filmowa oraz wykładowczyni akademicka.

## Życiorys
Na przełomie lat 70. i 80. występowała we Wrocławskim Teatrze Pantomimy. W latach 90. wyemigrowała do Stanów Zjednoczonych, gdzie zagrała m.in. w filmie Kandydat w reżyserii Jonathana Demme’a oraz w licznych nowojorskich przedstawieniach teatralnych. Ukończyła tam nowojorską Actors Studio Drama School z tytułem magistra sztuk pięknych (2003).
Była wykładowcą techniki aktorskiej Stanisławskiego w Warszawskiej Szkole Filmowej, Państwowej Wyższej Szkoły Filmowej, Telewizyjnej i Teatralnej w Łodzi, a także Manhattan Film Academy w Dubaju.
Zmarła z powodu choroby nowotworowej 14 marca 2018 na Sycylii.

## Filmografia
- 1984: 07 zgłoś się (odc. 17) jako znajoma Skotnickiego, druga ofiara mordercy
- 2004: Kandydat (The Manchurian Candidate), reż. Jonathan Demme
- 2005: Pensjonat pod Różą (odc. 68, 69) jako Amber
- 2006: Plebania (odc. 713) jako klientka
- 2007–2008: I kto tu rządzi? jako Barbara Zamojska
- 2008: Drzazgi jako starsza Amerykanka
- 2009: Samo życie jako Malińska, matka Karoliny „Kiki” Bernsztajn
- 2010: Klub szalonych dziewic (odc. 4) jako sekretarka Jana
- 2010: Usta usta (odc. 14) jako Karolina Szymanek
- 2010: Mała matura 1947 jako Iza
- 2011: Szpilki na Giewoncie jako Elżbieta Kałuża, matka Romka
- 2011: Głęboka woda jako kierowniczka domu opieki
- 2012: Ptaszek jako Marta
- 2013–2014: Na dobre i na złe jako profesor Anna Zamenhoff
- 2014: Prawo Agaty jako sędzia (odc. 67)
- 2015: Excentrycy, czyli po słonecznej stronie ulicy jako pani na balu sylwestrowym
- 2017: Labirynt świadomości jako Ester

### Polski dubbing
- 2003 – O rety! Psoty Dudusia Wesołka jako Mama
- 2004 – Lilli czarodziejka jako księżna
- 2004 – Mały rycerz El Cid
- 2007 – Małgosia i buciki

## Odznaczenie
- Brązowy Medal „Zasłużony Kulturze Gloria Artis” (2016)